# Pont ferroviaire de Dimbokro

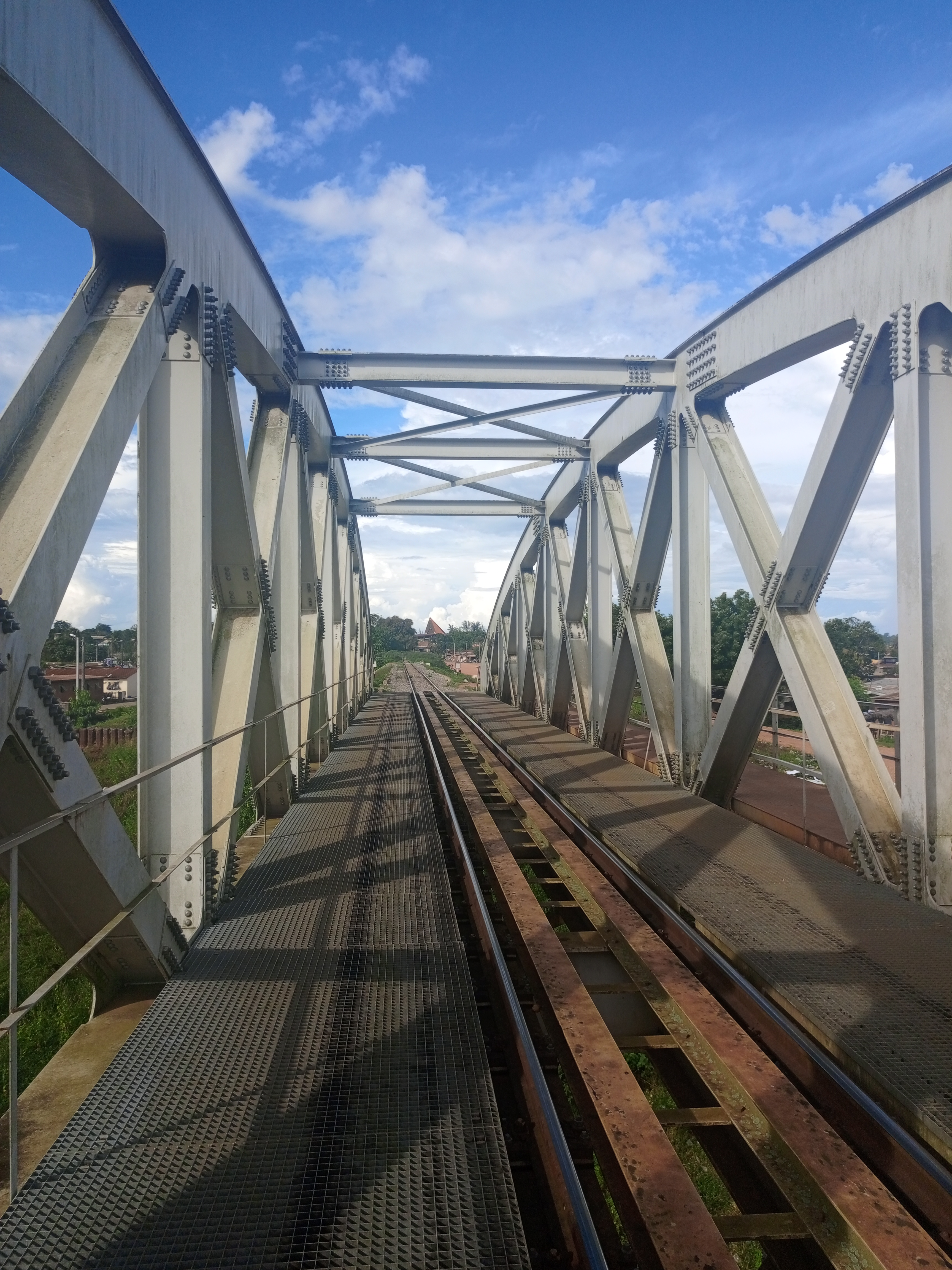
Le pont ferroviaire de Dimbokro en 2023

Le pont ferroviaire de Dimbokro est un viaduc situé à Dimbokro en Côte d’Ivoire et passant au-dessus du fleuve N'Zi. Construit par la Régie des chemins de fer Abidjan-Niger, il fut inauguré le 11 septembre 1910 et mesure environ 250 mètres,. Ce pont métallique est considéré comme un « joyau architectural centenaire » de la ville.

## Voir plus